# Desmosoma tetarta
Desmosoma tetarta är en kräftdjursart som först beskrevs av Robert Raymond Hessler 1970.  Desmosoma tetarta ingår i släktet Desmosoma och familjen Desmosomatidae. Inga underarter finns listade i Catalogue of Life.